# Floribundaria implicata
Floribundaria implicata är en bladmossart som beskrevs av Kyuichi Sakurai 1932. Floribundaria implicata ingår i släktet Floribundaria och familjen Meteoriaceae. Inga underarter finns listade i Catalogue of Life.